# Carlia bicarinata
Espèce
Synonymes
- Heteropus bicarinatus Macleay, 1877
- Heteropus albertisii Peters & Doria, 1878

Statut de conservation UICN

 LC  : Préoccupation mineure
Carlia bicarinata est une espèce de sauriens de la famille des Scincidae.

## Répartition
Cette espèce est endémique de Papouasie-Nouvelle-Guinée. Elle se rencontre dans la province centrale et dans le district de la Capitale nationale.

## Publication originale
- Macleay, 1877 : The lizards of the Chevert Expedition. Proceedings of the Linnean Society of New South Wales, vol. 2, p. 60-69 & 97-104 (texte intégral).